# Horagai

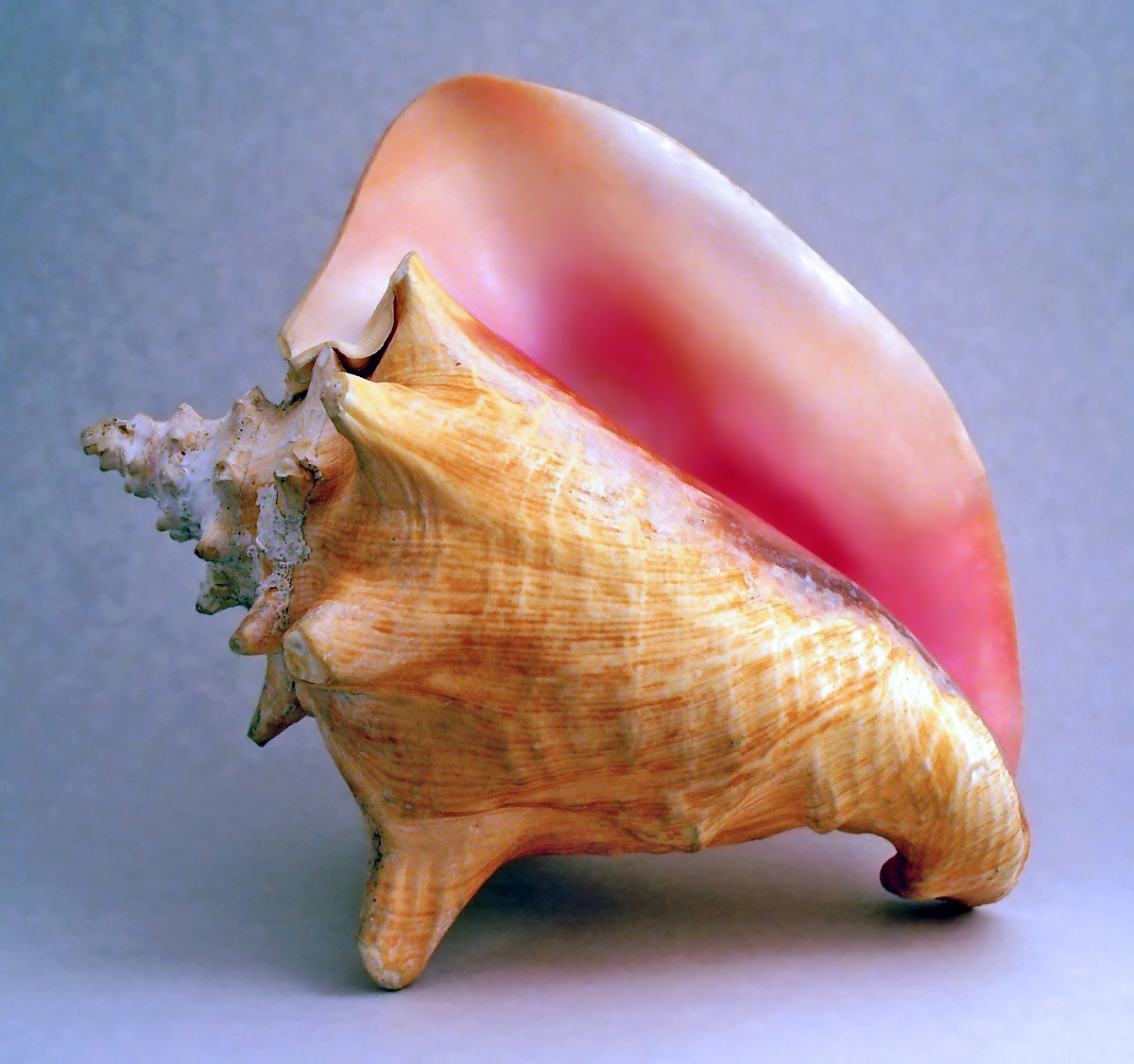
El hogarai era un instrumento de viento utilizado en Japón basado en la caracola.

La caracola, la cual se sopla del mismo modo que una trompeta, sirvió para muchos propósitos durante la historia de Japón y era llamada jinkai (陣貝?), horagai (法螺貝?) y otra serie de nombres distintos en japonés dependiendo de su función.
Probablemente el uso más conocido de este instrumento es el que le dan los monjes budistas por motivos religiosos. Su uso se remonta a por lo menos mil años atrás y aún es utilizado en algunos rituales como el omizutori, que forma parte de los ritos Shuni-e en el templo Tōdai en Nara. A diferencia de las caracolas utilizadas en otras culturas que producen tan solo un solo tono, el horagai japonés puede producir entre 3 y 4 notas diferentes.
El hora se asocia también especialmente con los yamabushi, los cuales lo utilizaban para señalar su presencia o movimientos entre ellos entre las montañas o como acompañamiento de los sutras.
Durante la guerra, una caracola llamada jinkai o caracola de guerra se utilizaba como una trompeta de señalización. Se utilizaba una caracola grande con una boquilla de bronce (o madera) montada, la cual emitía notas dependiendo de la orden que el comandante quería hacer llegar a las tropas: atacar, retirada, cambiar estrategia, etc. El trompetero era llamado kai yaku (貝役). El jinkai tenía un uso similar al de los tambores taiko y las campanas en la señalización de la formación de las tropas, establecer el ritmo de marcha, proveer de un acompañamiento heroico para alentar a las tropas o confundir al enemigo haciéndole creer que las tropas eran más numerosas de lo que en realidad eran. Muchos daimyō solían contratar yamabushi para fungir como kai yaku debido a su experiencia con el instrumento.